# Nicolás Antonio
Nicolás Antonio (Sevilha, 28 de julho de 1617 — Madri, 13 de abril de 1684), célebre erudito, precursor da moderna bibliografia espanhola.

## Biografia
Nicolás Antonio era filho de Nicolás Antonio (filho de Nicolás Antonio e Anna de Gomar), natural de Sevilha, que ganhou em 1626 de Filipe IV a administração do Real Almirantado da Corte da Andaluzia e do Reino de Granada e que figura em 1622, como fidalgo em Dos Hermanas, desempenhando também em Antuérpia, o cargo de juiz e presidente da Marinha flamenga e de María Ana Nicolás Bernart, filha de Jacques Nicolás, de Viqueben (Flandres) e de Bárbara (Barbola) Bernart, de Sevilha.
Nicolás Antonio teve duas irmãs: Beatriz, casada com José Diego Bernuy, marquês de Benamejí e Antonia, casada com Francisco de Conique y Antonio.
Estudou Artes Liberais no Colégio de São Tomás, em Sevilha e Cânones no de Santa Maria de Jesus, em 1635 estudou na Universidade de Sevilha, transferindo-se para a Universidade de Salamanca em 1636, onde estudou e recebeu seu doutorado em Direito em 1639.
Já demonstrava interesse pela bibliografia e tinha começado a elaborar um catálogo dos nomes próprios do Pandectas, mas abandonou o projeto ao saber que o famoso Antonio Agustín tinha muito avançado um trabalho semelhante. Então concebeu a ideia de formar um índice de todos os escritores espanhóis desde o tempo do imperador romano Augusto até sua época; e por causa disso, retornou à sua cidade natal, onde existiam bibliotecas importantes, dentre os quais destacava-se a do frei Benito de la Serna no mosteiro beneditino, entregando-se ao compromisso feroz de análise e estudo de todo o material reunidos nelas por quase onze anos, exceto por uma breve pausa em 1645, quando esteve na corte para receber o hábito de Cavaleiro da Ordem de Santiago com quem Filipe IV recompensou seus esforços bibliográficos.
Em 1651 retornou novamente a Madri para conseguir, segundo ele mesmo disse, "um emprego de letras", apresentando nesta ocasião o manuscrito de sua obra De exilio sive de exilii..., e três anos mais tarde, em 1654, estava em Roma acompanhando Luís de Guzmán Ponce de León, embaixador de Sua Majestade na Cidade Eterna, como agente geral dos Reinos da Espanha, das Duas Sicílias e do Ducado de Milão, cargos aos quais acrescentou à nomeação de agente da Inquisição espanhola na Itália.
Sua permanência em Roma prolongou-se por quase cinco décadas e permitiu-lhe continuar a sua busca incansável e aquisição de códices e manuscritos para montar uma biblioteca de mais de 30 000 volumes, rivalizando com a Vaticana; mas foram tantos os gastos desperdiçados com sua formação que, para evitar a ruína total, o Papa Alexandre VII teve de lhe conceder um canonicato na Catedral de Sevilha com isenção de residência (22 de maio de 1664), com 110 escudos de renda.
Em 1678, em seu retorno a Madri, Carlos II o nomeou fiscal do Real Conselho de Cruzada, cargo que ocupou até sua morte em 13 de abril de 1684.
Suas bibliotecas deram um grande impulso na Espanha à ciência da bibliografia, e já no mesmo século XVIII inúmeros eruditos foram encorajados a tentar completá-las com novas contribuições como Ambrosio José de la Cuesta y Saavedra (1653-1707), Andrés González de Barcia (1673-1743), Pablo Ignacio de Dalmases y Ros (1670-1718), José Finestres (1688-1767), Jaime Caresmar (1717-1801), Faustino Arévalo (1747-1824) e José Cevallos y Ruiz de Vargas (1724-1776).

## Obras

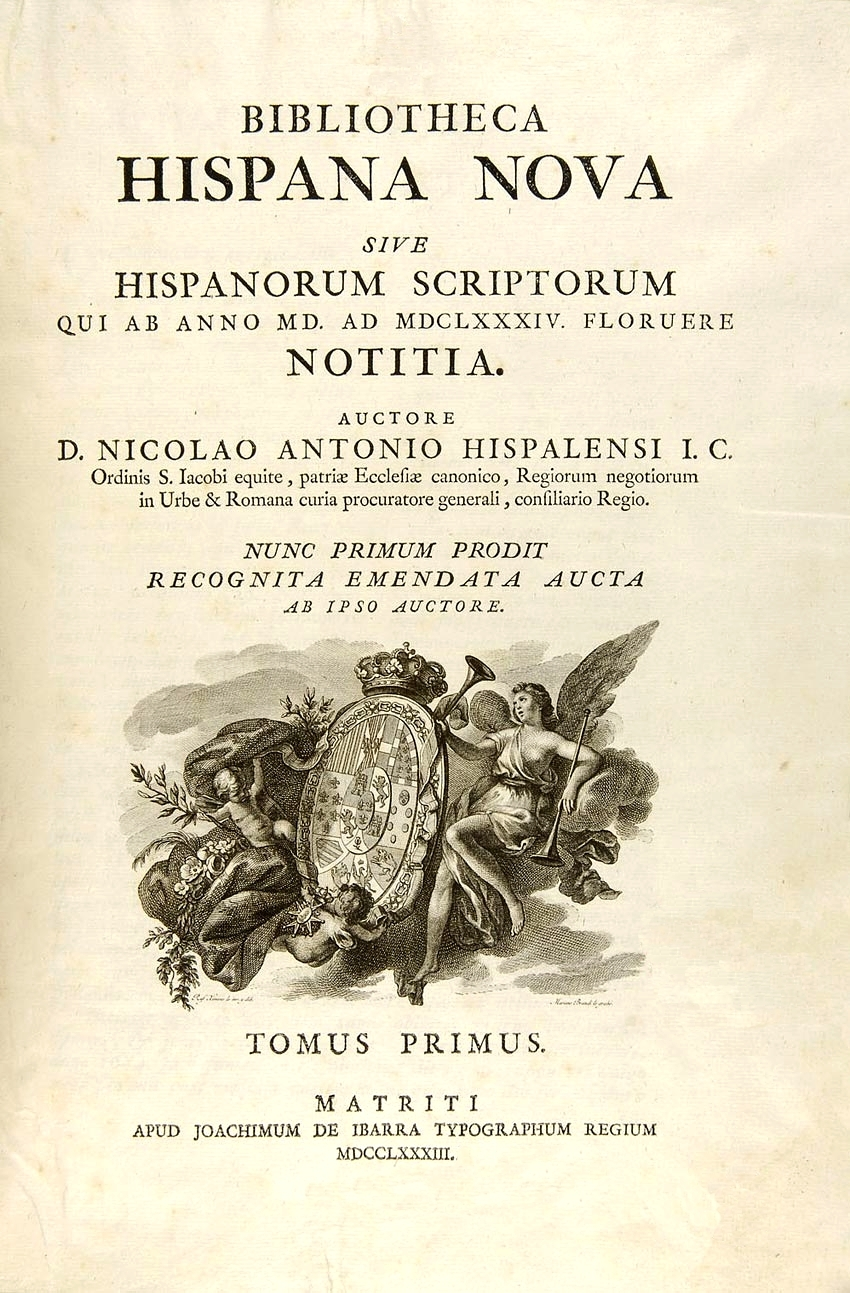
Folha de rosto da edição de 1783 de Joaquín Ibarra da Bibliotheca hispana nova, obra de Nicolás Antonio.

Suas principais obras como bibliógrafo foram: a Bibliotheca hispana nova, publicada em 1672 com o título Bibliotheca hispana sive hispanorum, e a Bibliotheca hispana vetus (póstuma, impressa em 1696). Nelas reúne de forma crítica uma grande quantidade de informação biobibliográfica precisa e crítica sobre todos os autores que escreveram na Espanha até sua época. A Vetus compreende desde Augusto até 1500, e a Nova de 1500 até 1700. Ambas foram reeditadas, com alterações, no século XVIII pelo ilustrado Francisco Pérez Bayer entre 1783 (Bibliotheca hispana nova) e 1788 (Bibliotheca hispana vetus).
A sólida erudição de Nicolás Antonio fez com que ele desconfiasse das falsas crônicas, iniciando assim o hipercriticismo do Iluminismo e preparando a obra de Enrique Flórez. Sobre esse tema escreveu sua Censura de historias fabulosas, trabalho crítico sobre umas supostas crônicas descobertas no final do século XVI pelo padre Jerónimo Román de la Higuera, que não viu a luz até o novator Gregorio Mayans a publicar no século seguinte, em Valência, 1742.
A Bibliotheca Hispana consiste de duas partes; a segunda, Bibliotheca Hispana Nova, surgiu em Roma em 1672 em dois volumes, reunindo todos os autores espanhóis de 1500 até 1672 e foi reeditada em Madri em 1783 por iniciativa do diretor da Biblioteca Real de Madrid, Juan de Santander, que incorporou ao primeiro texto impresso numerosas adições e correções que o autor fez nos últimos anos de sua vida; está escrita em latim e disposta em forma de dicionário, bem como acompanhada por vários índices que facilitam seu manejo. A primeira parte, ou Bibliotheca Hispana Vetus, compreende os escritores espanhóis desde Augusto até 1500, foi publicada em Roma em 1696 e sua edição foi custeada pelo cardeal José Sáenz de Aguirre. As últimas páginas compreendem uma Bibiotheca arábico-hispana, que não deve ser confundida com a Bibliotheca hispanorabínica, uma obra independente e da qual apenas restam algumas notas conservadas na Biblioteca Nacional da Espanha. Sua reedição no século XVIII, também a cargo a Biblioteca Real, foi publicada em 1788.
A edição de Joaquín Ibarra da Bibliotheca pode ser considerada como uma das melhores impressões espanholas do século XVIII, não apenas por suas discretas ilustrações, mas também pelo cuidado tipográfico. O desenho, a gravação e a fundição dos tipos foram feitos na oficina da Biblioteca Real com tipografias criadas expressamente para suas edições, que compreendem caracteres arábicos, hebreus, gregos e latinos produzidos por Gerónimo Antonio Gil.
As duas obras foram traduzidas para o espanhol:
- Biblioteca Hispana Antigua o de los escritores españoles que brillaron desde Augusto hasta el año de Cristo de MD, tradução, dir. G. de Andrés Martínez,

M. Matilla Martínez. Madri, Fundação Universitária Espanhola, 1998, 2 vols.
- Biblioteca Hispana Nueva o de los escritores españoles que brillaron desde el año MD hasta el de MDCLXXXIV, tradução, dir. M. Matilla Martinez.

Madri, Fundação Universitária Espanhola, 1999, 2 vols.